# Izaak Rywkind
Izaak Rywkind, także Isaac Rivkind (hebr. יצחק ריבקינד, ur. 17 marca 1895 w Łodzi, zm. 17 lutego 1968 w Nowym Jorku) – polsko-amerykański bibliotekarz i działacz syjonistyczny pochodzenia żydowskiego.

## Życiorys
Studiował w jesziwach w Wołożynie i Poniewieżu. Podczas I wojny światowej i po jej zakończeniu współorganizował ruch Mizrachi w Polsce. W 1917 r. założył Ẓe’irei Mizrachi w Łodzi, a w latach 1919–1920 był członkiem Tymczasowej Żydowskiej Rady Narodowej w Polsce. W 1920 r. był delegatem na Londyńską Konferencję Syjonistyczną. W tym samym roku wyjechał z Londynu do Stanów Zjednoczonych, na potrzeby działalności w Mizarchi.
Od 1923 pracował w bibliotece Jewish Theological Seminary of America, zostając szefem sekcji hebrajskiej. Był współzałożycielem amerykańskiego oddziału YIVO; członkiem zarządu Hebrew Pen Club of the USA i członkiem American Academy for Jewish Research. Podczas II wojny światowej i bezpośrednio po niej pełnił funkcję krajowego przewodniczącego amerykańskiej Ligi Pracy Religijnej w Palestynie.
Rywkind był autorem studiów i publikacji dotyczących bibliografii żydowskiej, etnografii i folkloru, filologii jidysz oraz syjonizmu. Współpracował z wieloma czasopismami w języku hebrajskim, jidysz i angielskim, w tym Kirjath Sepher, Reshumot i Jidisze Szprach.
Został pochowany w Tel-Awiwie.

## Publikacje
- Le-Ot u-le-Zikkaron (pol. Na znak i przypomnienie, 1942) – studium historii, rozwoju i zwyczajów bar micwy;
- Der Kamf Kegn Azartshpilen bay Yidn (1946), o walce z hazardem wśród Żydów, ze szczególnym uwzględnieniem poezji starojidysz
- Yidishe Gelt (pol. Żydowskie pieniądze, 1959) – jidyszowe studium leksykologiczne na temat pieniędzy w żydowskich zwyczajach ludowych, historii kultury i folklorze.
- Ha-Naẓiv ve-Yiḥuso le-Ḥibbat Ẓiyyon („Rabbi Naphtali Ẓevi Yehuda Berlin i ruch Ḥibbat Zion”, 1919),
- Elokei Bialik (pol. Religia Bialika), w Ein ha-Kor (1923),
- A Responsum from Rabbi M Provengal on Ball Games, w Tarbiz (1933),
- A Responsum of Leon of Modena on Uncovering the Head, w Sefer ha-Yovel… L. Ginzberg (1946)[3].